# Castelul din Blaj
Castelul din Blaj este un monument istoric din secolul al XVI-lea, clasificat sub cod LMI AB-II-a-A-00189. Din anul 1737 este sediul întâistătătorului Bisericii Române Unite cu Roma (cu întrerupere în perioada comunistă).

## Istoric
Castelul a fost construit în anul 1535 de Georgius Bagdi, un oficial al Episcopiei Romano-Catolice de Alba Iulia. La începutul secolului al XVII-lea edificiul a ajuns în posesia principelui Gabriel Bethlen, din ordinul căruia a fost împrejmuit „cu ziduri mărețe”. În anul 1629  lucrau la castel dulgheri, tâmplari, geamgii, cât și starostele breslei pietrarilor din Cluj, împreună cu alți cinci pietrari.
În anul 1648, prin stingerea liniei masculine a familiei Bethlen, edificiul a ajuns în proprietatea fiscului. 
În data de 15 noiembrie 1663 castelul și domeniul Blajului a fost cumpărat de Ana Bornemissza, soția principelui Mihai Apafi I. În anul 1695 principele Mihai Apafi al II-lea și-a serbat aici nunta cu Katalin Bethlen. În anul 1713, la moartea lui Mihai Apafi al II-lea, domeniul și castelul Blajului au devenit proprietate erarială, aidcă posesiune a fiscului împărătesc.
În anul 1737 episcopul Inocențiu Micu-Klein a efectuat un schimb de proprietăți cu fiscul imperial, cedând în schimbul domeniului și castelului din Blaj domeniile Gherlei și Sâmbetei de Jos. Astfel a reușit mutarea sediului episcopal de la Făgăraș la Blaj, păstrând pentru sine și pentru succesorii săi titlul de „episcop de Făgăraș”.

## Imagini

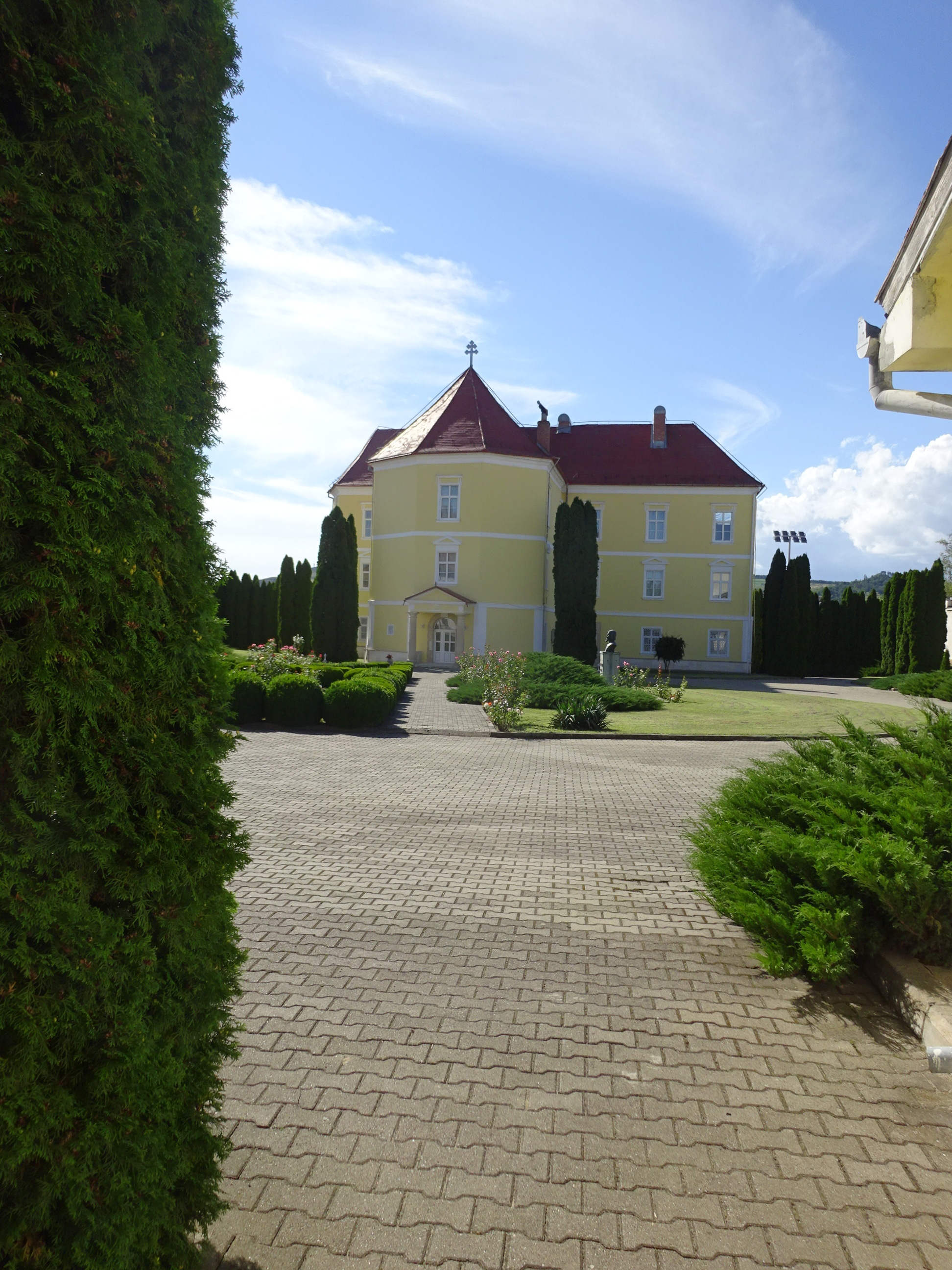
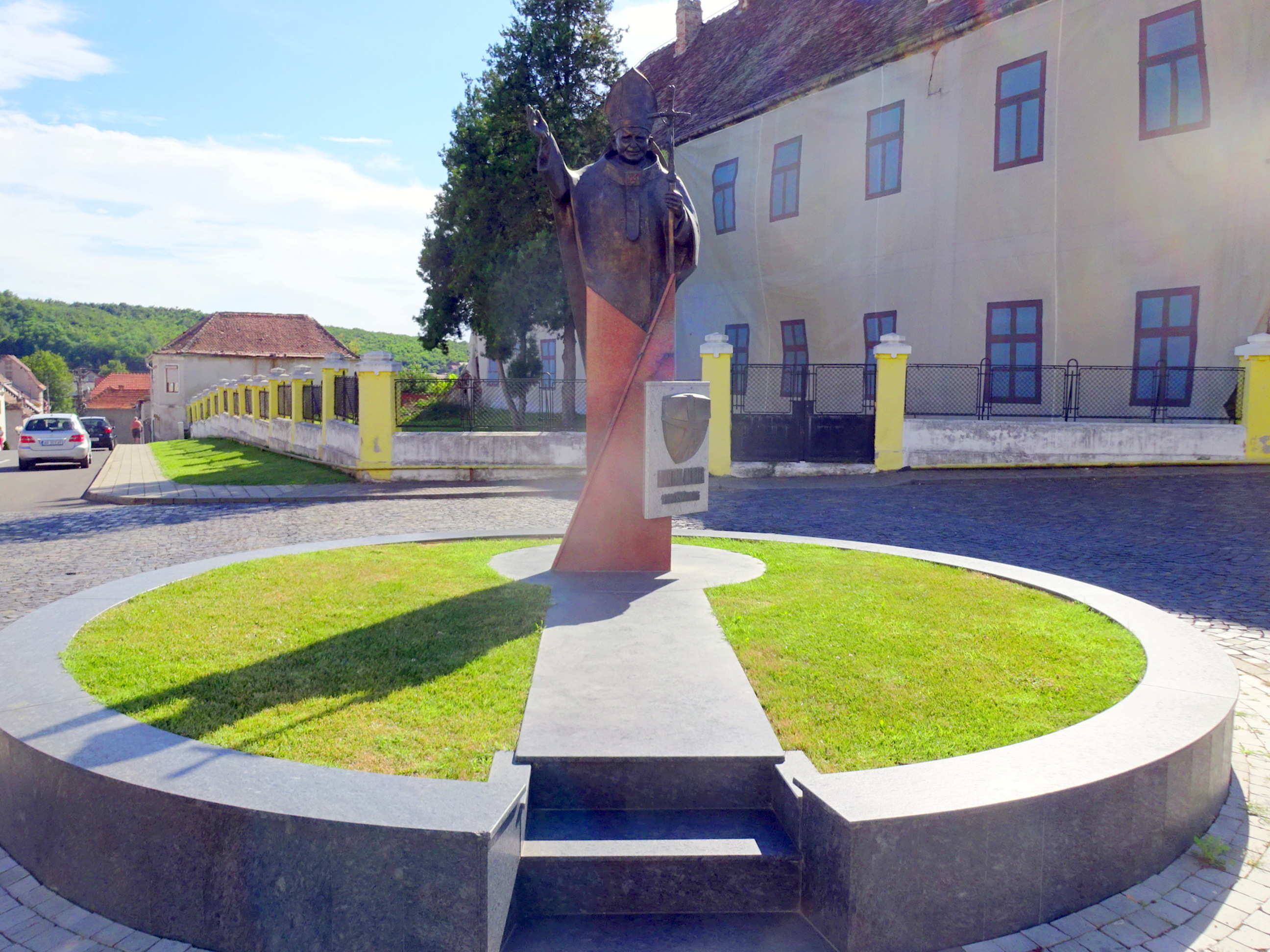
Statuia papei Ioan Paul al II-lea
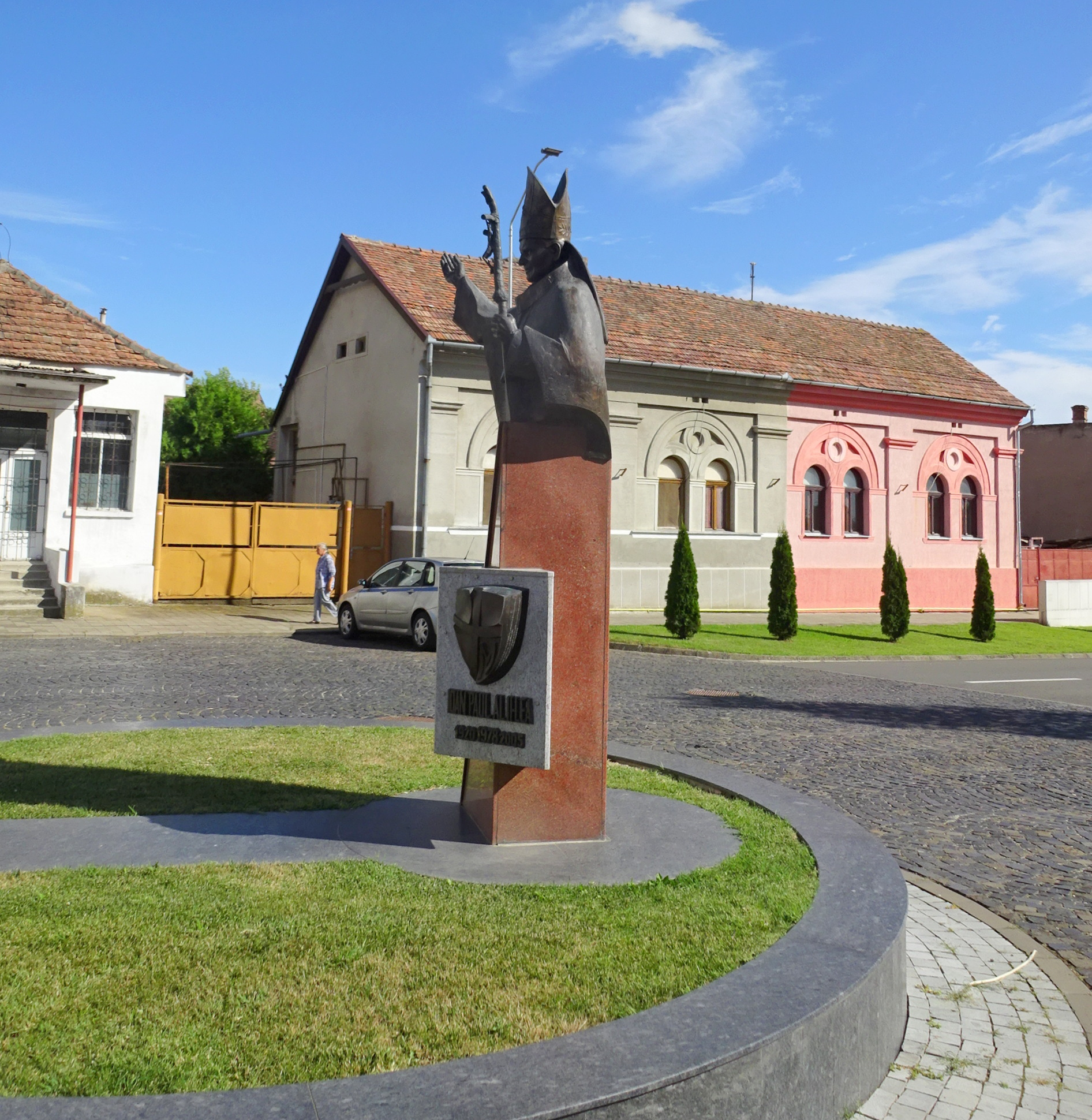
Statuia papei Ioan Paul al II-lea
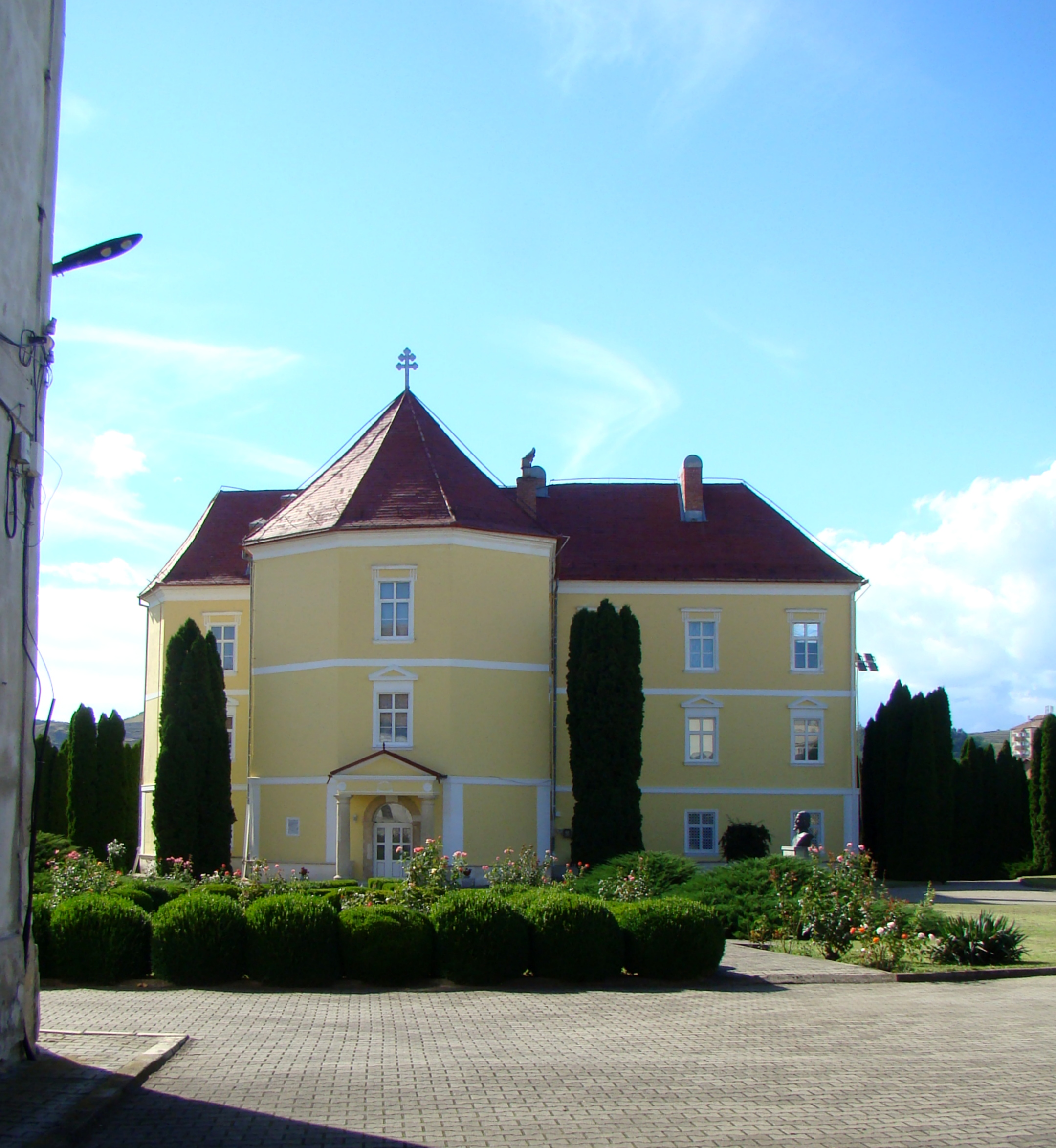